# Linia kolejowa nr 331
Linia kolejowa nr 331 – linia kolejowa w województwie dolnośląskim.
Linia o długości 14,313 km została otwarta pod koniec 1896 roku, w 1991 roku zawieszono kursowanie pociągów pasażerskich i towarowych. Obecnie linia jest przejezdna na odcinku Jawor - Borów i używana do wywozu surowców skalnych z kamieniołomów w rejonie Gniewkowa i Borowa. Odcinek Borów - Roztoka jest nieprzejezdny.
W grudniu 2022 roku DSDiK przejęła linię kolejową nr 331 wraz z linią kolejową nr 302 na odcinku Strzegom – Marciszów.